# Danmark i paralympiska spelen
Danmark har deltagit i   paralympiska spel sedan  sommarspelen 1968 i Tel Aviv i Israel. Totalt har landet  (2021) hämtat hem 310 medaljer varav 6 i de paralympiska vinterspelen. Danmarks högsta  placering i medaljligan är en 11 plats vid de Paralympiska sommarspelen 1988 i Seoul i Sydkorea.
| Danmark vid de paralympiska sommarspelen | Danmark vid de paralympiska sommarspelen | Danmark vid de paralympiska sommarspelen | Danmark vid de paralympiska sommarspelen | Danmark vid de paralympiska sommarspelen | Danmark vid de paralympiska sommarspelen |
| ---------------------------------------- | ---------------------------------------- | ---------------------------------------- | ---------------------------------------- | ---------------------------------------- | ---------------------------------------- |
| År                                       | Trupp                                    | Guld                                     | Silver                                   | Brons                                    | Totalt                                   |
| 1960                                     | 0                                        | 0                                        | 0                                        | 0                                        | -                                        |
| 1964                                     | 0                                        | 0                                        | 0                                        | 0                                        | -                                        |
| 1968                                     | 8                                        | 0                                        | 0                                        | 0                                        | -                                        |
| 1972                                     | 10                                       | 0                                        | 0                                        | 0                                        | -                                        |
| 1976                                     | 21                                       | 3                                        | 0                                        | 3                                        | 6                                        |
| 1980                                     | 42                                       | 6                                        | 4                                        | 7                                        | 17                                       |
| 1984                                     | 36                                       | 30                                       | 13                                       | 16                                       | 59                                       |
| 1988                                     | 48                                       | 23                                       | 19                                       | 22                                       | 64                                       |
| 1992                                     | 43                                       | 12                                       | 22                                       | 12                                       | 46                                       |
| 1996                                     | 45                                       | 7                                        | 17                                       | 17                                       | 41                                       |
| 2000                                     | 38                                       | 8                                        | 8                                        | 14                                       | 30                                       |
| 2004                                     | 32                                       | 5                                        | 3                                        | 7                                        | 15                                       |
| 2008                                     | 39                                       | 3                                        | 2                                        | 4                                        | 9                                        |
| 2012                                     | 29                                       | 1                                        | 0                                        | 4                                        | 5                                        |
| 2016                                     | 21                                       | 1                                        | 2                                        | 4                                        | 7                                        |
| 2020                                     | 25                                       | 3                                        | 1                                        | 1                                        | 5                                        |

Siffror i fetstil är rekord för Danmark.
| Danmark vid de paralympiska vinterspelen | Danmark vid de paralympiska vinterspelen | Danmark vid de paralympiska vinterspelen | Danmark vid de paralympiska vinterspelen | Danmark vid de paralympiska vinterspelen | Danmark vid de paralympiska vinterspelen |
| ---------------------------------------- | ---------------------------------------- | ---------------------------------------- | ---------------------------------------- | ---------------------------------------- | ---------------------------------------- |
| År                                       | Trupp                                    | Gold                                     | Silver                                   | Bronze                                   | Totalt                                   |
| 1976                                     | 0                                        | -                                        | -                                        | -                                        | -                                        |
| 1980                                     | 8                                        | 0                                        | 0                                        | 0                                        | -                                        |
| 1984                                     | 5                                        | 0                                        | 0                                        | 0                                        | -                                        |
| 1988                                     | 3                                        | 0                                        | 0                                        | 0                                        | -                                        |
| 1992                                     | 5                                        | 0                                        | 1                                        | 0                                        | 1                                        |
| 1994                                     | 3                                        | 1                                        | 0                                        | 2                                        | 3                                        |
| 1998                                     | 3                                        | 1                                        | 0                                        | 1                                        | 2                                        |
| 2002                                     | 1                                        | 0                                        | 0                                        | 0                                        | -                                        |
| 2006                                     | 6                                        | 0                                        | 0                                        | 0                                        | -                                        |
| 2010                                     | 3                                        | 0                                        | 0                                        | 0                                        | -                                        |
| 2014                                     | 2                                        | 0                                        | 0                                        | 0                                        | -                                        |
| 2018                                     | 1                                        | 0                                        | 0                                        | 0                                        | -                                        |
| 2022                                     | 1                                        | 0                                        | 0                                        | 0                                        | -                                        |

Siffror i fetstil är rekord för Danmark.